# Haager Regeln
Als Haager Regeln (fr. kurz: Règles de La Haye; vollständig: Convention internationale pour l'unification de certaines règles en matière de connaissement; engl. kurz: Hague Rules oder HR; vollständig: International Convention for the Unification of Certain Rules of Law Relating to Bills of Lading; dt.: Übereinkommen vom 28. August 1924 zur Vereinheitlichung von Regeln über Konnossemente) wird ein internationales Übereinkommen bezeichnet, das einheitliche Haftungsregeln des Verfrachters gegenüber dem Befrachter für Verschiffungen festlegt, über die ein Konnossement ausgestellt ist. Das Übereinkommen hatte das Comité Maritime International vorbereitet. Es wurde am 25. August 1924 in Brüssel unterzeichnet.
Das Übereinkommen führte erstmals eine zwingende Haftung des Seebeförderers ein, die jedoch zugunsten des Verfrachters eine Reihe von Einschränkungen mit sich brachte: Insbesondere hat der Verfrachter für ein Verschulden seiner Bediensteten dann nicht einzustehen, wenn dieses die Führung oder Bedienung des Schiffes betrifft (sog. nautisches Verschulden). Die Haftung des Verfrachters war zudem in jedem Fall auf 100 englische Pfund beschränkt.

## Entwicklung der Haager Regeln zu den Haag-Visby-Regeln
1968 wurden die Haager Regeln durch die Haag-Visby-Regeln (engl. kurz: Hague–Visby Rules oder HVR; dt.: Protokoll vom 23. Februar 1968 zur Änderung des Übereinkommens vom 25. August 1924 zur Vereinheitlichung der Regeln von Konnossementen) ergänzt. Es wird auch nur von den Visby-Regeln (Visby Rules) gesprochen. Auch dieses Protokoll hatte das Comité Maritime International vorbereitet. Das Protokoll zur Abänderung der Haager Regeln wurde am 23. Februar 1968 in Brüssel unterschrieben. Es wurde nochmal durch Protokoll vom 21. Dezember 1979 abgeändert. Originalsprachen sind Französisch und Englisch.
Der Anwendungsbereich der Haag-Visby-Regeln ist eröffnet bei allen Konnossementen, die sich auf die Beförderung von Gütern zwischen zwei Häfen in verschiedenen Staaten beziehen, wenn das Konnossement in einem Vertragsstaat ausgestellt ist, die Beförderung in einem Vertragsstaat beginnt oder die Geltung der Haag-Visby-Regeln im Konnossement vorgesehen ist (Art. 10 HVR). Häufig werden die Haager Regeln und/oder die Haag-Visby-Regeln (in der jeweils im Einzelfall unterschiedlichen Fassung dieser Regeln) durch sog. Paramount-Klauseln in Konnossementen festgelegt und damit für den einzelnen Seefrachtvertrag vereinbart.
Durch die HVR wurde der Haftungsbegrenzungsbetrag neu festgelegt, und zwar sowohl hinsichtlich der Berechnungsmethode als auch hinsichtlich des angewendeten Währungsmaßstabs (durch das Protokoll vom 21. Dezember 1979 wurde auf die Sonderziehungsrechte des IWF umgestellt). Die Haftungsbegrenzung wurde nicht mehr allein nach der Packung oder Einheit, sondern primär nach dem Gewicht bemessen. Im Seehandelsrecht wurde damit ein sehr niedriger Haftungshöchstbetrag (2 SZR pro Kilogramm befördertes Gut oder 666,67 SZR pro Stück oder Einheit) festgelegt. Zudem wurde eine Sonderregelung für die Beförderung von Gütern in Containern geschaffen. Gegenüber den Haager Regeln wurde aber keine wesentliche Änderung des Haftungssystems vorgenommen; insbesondere blieb die Freistellung des Verfrachters für nautisches Verschulden erhalten.

## Weitere Entwicklung (Hamburg- und Rotterdam-Regeln)
Die sog. Hamburg-Regeln (engl. kurz: Hamburg Rules oder HR; dt.: UN-Übereinkommen vom 31. März 1978 über die Beförderung von Gütern auf See) sind Ende 1992 in Kraft getreten. Originalsprachen sind die sechs offiziellen Sprachen der Vereinten Nationen (UN).
Anders als die Haag-Visby-Regeln erneuern die Hamburg-Regeln nicht nur die Haager Regeln und das auf Konnossementen beruhende Seefrachtrecht, sondern bieten ein neues umfassendes Regelwerk für das Seefrachtrecht. Unter anderem wird die Haftungsfreistellung für nautisches Verschulden beseitigt. Geregelt wird erstmals auch die Decksverladung von Containern. Zudem sollte es auch auf Seefrachtverträge anwendbar sein, bei denen kein Konnossement ausgestellt worden ist.
Die Rotterdam-Regeln (engl. kurz: Rotterdam Rules oder RR; vollständig: United Nations Convention on Contracts for the International Carriage of Goods Wholly or Partly by Sea) als neues umfangreiches Seefrachtübereinkommen, auf die sich die Generalversammlung der UN im Herbst 2008 geeinigt hat, sind auf der Zeichnungskonferenz in Rotterdam am 23. Oktober 2009 von 16 Staaten unterzeichnet worden (zum Inkrafttreten sind jedoch die Ratifizierungen von 20 Staaten erforderlich; Art. 94 RR). Zwischenzeitlich sind die RR von 25 Staaten unterzeichnet worden, aber erst von fünf Staaten [Kamerun, Kongo, Spanien, Togo; Benin (assoziiert) – Stand: 3. Oktober 2024] ratifiziert worden und können deshalb noch lange nicht in Kraft treten. Originalsprachen sind die sechs offiziellen Sprachen der Vereinten Nationen (UN) (vorletzter Absatz der RR).
Die Rotterdam-Regeln sollen auch Seefrachtverträge regeln, über die kein Konnossement ausgestellt wurde. Auch Multimodal-Verträge, die eine Seestrecke beinhalten, sollen hierbei berücksichtigt werden.

## Rechtslage in Deutschland
In Deutschland sind die Haager Regeln mit Wirkung zum 1. Januar 1940 ratifiziert worden. Die Haag-Visby-Regeln wurden nicht ratifiziert. Beide sind jedoch inhaltlich 1940 bzw. 1986 ins 5. Buch des HGB eingearbeitet worden, ohne jedoch ihre unmittelbare Anwendbarkeit im deutschen Recht zu bejahen. Sofern ein Konnossement ausgestellt wurde, sind aus deutscher Sicht die Haager Regeln anzuwenden, ansonsten das (deutsche) Internationale Privatrecht (bis 17. Dezember 2009: Art. 27 ff. EGBGB; seit 17. Dezember 2009: Rom I-Verordnung der EU).
Nach der Rechtsprechung handelt es sich bei den Haager Regeln von 1924 um zwingende Regeln im Sinne des Art. 2 Abs. 1 Satz 2 CMR.
Die Hamburg-Regeln sind von Deutschland nicht ratifiziert worden und gelten deshalb für Deutschland weder unmittelbar noch mittelbar.
Die Rotterdam-Regeln werden von Deutschland möglicherweise noch ratifiziert.
Da man in Deutschland aus diversen Gründen das Inkrafttreten der Rotterdam-Regeln nicht abwarten wollte, wurde parallel dazu an einem eigenen Entwurf für ein neues deutsches Seehandelsrecht gearbeitet. Das Gesetz zur Reform des Seehandelsrechts ist am 25. April 2013 in Kraft getreten (siehe Seehandelsrecht). Entgegen den Vorschlägen der Sachverständigenkommission wurde das Haftungsrecht nicht grundlegend verändert, so dass nach den Voraussetzungen gemäß § 504 HGB n.F. auch weiterhin eine Haftungshöchstgrenze von 2 SZR/kg Rohgewicht oder 666,67 SZR pro Ladungseinheit oder -stück – je nachdem, welcher Betrag höher ist – gilt (nach den Haftungsvorgaben der Haager Regeln und der Haag-Visby-Regeln). Die Haftungshöchstgrenzen entfallen bei vorsätzlicher oder leichtfertiger Schädigung (§ 507 HGB n.F.). Allerdings wird die Haftungsfreizeichnung für nautisches Verschulden gesetzlich zunächst ausgeschlossen, kann aber vertraglich – auch durch AGB – wieder eingeführt werden (§ 512 Abs. 2 Nr. 1 HGB n.F.).